# Edwin Hatch
Edwin Hatch (født 4. september 1835 i Derby, død 10. november 1889 i Oxford) var en engelsk kirkehistoriker. 
Oprindelig var Hatch nonkonformist, men han droges under sine studier i Oxford over til Church of England ved John Cale Millers indflydelse. 1857—59 var han præst i London, 1859 modtog han en kaldelse til professor i klassiske sprog i Toronto i Canada. I 1862 blev han leder af den højere skole i Quebec, 1867 professor i Oxford. Han var en virksom medarbejder ved Dictionary of Christian Antiquities, men størst berømmelse fik han ved sine Bampton Lectures 1880: The Organisation of the Early Christian Church, hvor han gjorde gældende, at benævnelserne presbyter, og episkopos i den ældste kirke var udtryk for de ledendes forskellige i funktioner, nemlig presbyter som den åndelig ledende, episkopos som menighedens skatmester. Blandt hans øvrige værker mærkes: The Growth of Church Institutions (1887) og Greek Influence on Christianity (Hibbert Lectures 1888, udgivne 1890). 